# Ghemon

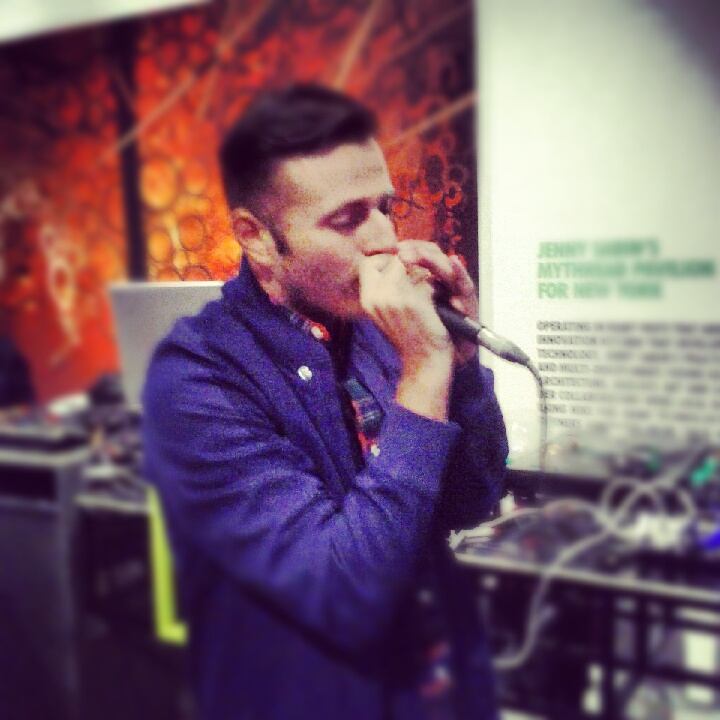
Ghemon 2012

Ghemon (* 1. April 1982 in Avellino als Gianluca Picariello) ist ein italienischer Rapper.

## Karriere
Picariello nahm 2000 unter dem Namen Sangamaro sein erstes Demo auf. Nach seinem Umzug nach Rom trat er in das Rapkollektiv von Soulville Records ein und veröffentlichte 2006 seine erste EP als Ghemon zum Gratisdownload, Ufficio immaginazione. Mit dem DJ Fester Tarantino brachte er 2007 das Mixtape Qualcosa cambierà heraus. Ghemons eigentliches Debütalbum La rivincita dei buoni erschien Ende des Jahres. Für das nächste Album E poi, all’improvviso, impazzire arbeitete er mit Love 4Tet (DJ Tsura und Fid Mella) zusammen.
Unter dem Pseudonym Gilmar veröffentlichte der Rapper 2010 die EP Embrionale, die Jon Brion gewidmet ist. 2012 erschien mit Qualcosa è cambiato die Fortsetzung des Mixtapes von 2007. Im selben Jahr steuerte er im Duett mit Syria den Titelsong Come non detto zum Film Was du nicht sagst bei und arbeitete mit Bassi Maestro und Marco Polo (EP Per la mia gente) sowie mit Fabri Fibra (im Lied Teoria e pratica RMX) zusammen. Nach einem Duett mit Neffa (Dove sei) und dem Gratis-Mixtape Aspetta un minuto (2013) erschien 2014 das nächste Album Orchidee.
Im Jahr 2017 folgte das Album Mezzanotte. Beim Sanremo-Festival 2018 unterstützte er am Duett-Abend Diodato und Roy Paci. 2019 ging er selbst erstmals in Sanremo ins Rennen und präsentierte das Lied Rose viola.

## Diskografie

### Mixtapes
- Qualcosa cambierà (2007)
- Aspetta un minuto (2013)

### Alben und EPs
| Jahr | Titel                                          | Höchstplatzierung, Gesamtwochen, AuszeichnungChartsChartplatzierungen (Jahr, Titel, Platzierungen, Wochen, Auszeichnungen, Anmerkungen) | Anmerkungen                                   |
| Jahr | Titel                                          | IT | Anmerkungen                                   |
| ---- | ---------------------------------------------- | --- | --------------------------------------------- |
| 2012 | Qualcosa è cambiato – Qualcosa cambierà Vol. 2 | IT50 (1 Wo.)IT |                                               |
| 2012 | Per la mia gente – For My People               | IT34 (1 Wo.)IT | EP Marco Polo / Ghemon Gilmar / Bassi Maestri |
| 2014 | Orchidee                                       | IT7 (7 Wo.)IT |                                               |
| 2017 | Mezzanotte                                     | IT3 (7 Wo.)IT |                                               |
| 2020 | Scritto nelle stelle                           | IT2 (4 Wo.)IT |                                               |
| 2021 | E vissero feriti e contenti                    | IT8 (2 Wo.)IT |                                               |

Weitere Alben
- Ufficio immaginazione (EP; 2006)
- La rivincita dei buoni (2007)
- E poi, all’improvviso, impazzire (2009)
- Embrionale (EP; 2010)

### Singles
| Jahr | Titel Album                                  | Höchstplatzierung, Gesamtwochen, AuszeichnungChartsChartplatzierungen (Jahr, Titel, Album, Platzierungen, Wochen, Auszeichnungen, Anmerkungen) | Anmerkungen                       |
| Jahr | Titel Album                                  | IT | Anmerkungen                       |
| ---- | -------------------------------------------- | --- | --------------------------------- |
| 2014 | Adesso sono qui Orchidee                     | IT97 (1 Wo.)IT |                                   |
| 2019 | Rose Viola –                                 | IT19 Gold · (3 Wo.)IT | Verkäufe: + 25.000                |
| 2021 | Momento perfetto E Vissero Feriti E Contenti | IT27 (2 Wo.)IT | Beitrag zum Sanremo-Festival 2021 |

Weitere Singles
- La stella più fragile dell'universo (2017) – Gold (25.000+)[3]

## Belege
1. ↑  Alben von Ghemon. In: Italiancharts.com. Hung Medien, archiviert vom Original (nicht mehr online verfügbar) am 28. Januar 2018; abgerufen am 27. Januar 2018 (italienisch).  Info: Der Archivlink wurde automatisch eingesetzt und noch nicht geprüft. Bitte prüfe Original- und Archivlink gemäß Anleitung und entferne dann diesen Hinweis.
2. ↑  Ghemon, classifiche. FIMI, abgerufen am 27. Januar 2018 (italienisch).
3. ↑  Ghemon, certificazioni. FIMI, abgerufen am 2. Dezember 2019 (italienisch).

| Personendaten    | Personendaten                      |
| ---------------- | ---------------------------------- |
| NAME             | Ghemon                             |
| ALTERNATIVNAMEN  | Picariello, Gianluca (Geburtsname) |
| KURZBESCHREIBUNG | italienischer Rapper               |
| GEBURTSDATUM     | 1. April 1982                      |
| GEBURTSORT       | Avellino                           |